# Austrocactus
Austrocactus Britton & Rose – rodzaj sukulentów z rodziny kaktusowatych. Gatunkiem typowym jest A. bertinii  (Cels) Britton &.  Rose.

## Systematyka
Pozycja systematyczna według APweb (aktualizowany system APG III z 2009)
Należy do rodziny kaktusowatych (Cactaceae) Juss., która jest jednym z kladów w obrębie rzędu goździkowców (Caryophyllales)  i klasy roślin okrytonasiennych. W obrębie kaktusowatych należy do plemienia Notocacteae , podrodziny Cactoideae.
Pozycja w systemie Reveala (1993-1999)
Gromada okrytonasienne (Magnoliophyta Cronquist), podgromada Magnoliophytina Frohne & U. Jensen ex Reveal, klasa Rosopsida Batsch, podklasa goździkowe (Caryophyllidae Takht.), nadrząd  Caryophyllanae Takht.,  rząd goździkowce (Caryophyllales Perleb), podrząd Cactineae Bessey in C.K. Adams, rodzina kaktusowate (Cactaceae Juss.), rodzaj Austrocactus Britton & Rose. 
Gatunki
- Austrocactus bertinii	(Cels) Britton & Rose
- Austrocactus coxii (K.Schum.) Backeb.
- Austrocactus patagonicus (F.A.C.Weber ex Speg.)
- Austrocactus philippii (Regel & Schmidt) Buxb.
- Austrocactus spiniflorus (Phil.) F.Ritter